# Swing Out Sister
Swing Out Sister is een Britse band in de genres sophisti-pop en de smooth jazz. Hun bekendste hits in Nederland zijn "Breakout" (nummer 30 in de top 40) en "Surrender" (nummer 7 in de top 40). Sinds 1997 is de band bijzonder succesvol in Japan.

## Biografie

### Ontstaan van de band
De (kern van de) groep is momenteel een duo maar begon in 1985 als een trio. De oprichters zijn Andy Connell (keyboards) en Martin Jackson (drums). Zangeres Corinne Drewery, eigenlijk een modeontwerpster, is er later bij gekomen. De naam van de band is afgeleid van de film Swing out, sister, een Amerikaanse musical comedy uit het jaar 1945. Later werd duidelijk waarom ze die naam hadden gekozen. Het was namelijk het enige waar de bandleden het toen over eens waren: ze vonden de naam 'Swing Out Sister' allemaal afschuwelijk.

### Eerste successen
Hun eerste single Blue Mood (november 1985) werd geen hit. Hun debuutalbum It’s better to travel werd echter meteen een groot succes. Het album, geproduceerd door Paul O'Duffy, werd uitgebracht in medio 1987 en stond nummer 1 in het Verenigd Koninkrijk. Het bezorgde Swing Out Sister een grote groep fans in het Verenigd Koninkrijk. Ook de 2 singles van dit album Breakout en Surrender werden allebei Britse top 10-hits. "Breakout" stond bovendien 6 in de Verenigde Staten. Swing Out Sister werd in 1988 meteen al genomineerd voor een Amerikaanse Grammy Award in de categorie "Best New Artist” en “Best Pop Vocal Performance by a group or duo” voor "Breakout".

### Nieuwe wegen
Tijdens de studio-opnamen van het tweede album Kaleidoscope World in 1989 verliet medeoprichter Martin Jackson de groep. Sindsdien bestaat de kern van Swing Out Sister uit het duo Corinne Drewery en Andy Connell. Het album verlegt hun pad van de mix van jazz en electropop van hun eerste album, naar een retro musicalstijl, wat steeds hun handelsmerk gebleven is. Voor het album gebruikte de groep een orkest voor de opnamen. De single You On My Mind werd een bescheiden hit.
In 1992 werd het derde album, Get in Touch with Yourself, uitgebracht. Het album bevatte een mix van jazz- en soulinvloeden, en danceritmes, zoals op Am I the same girl een nummer dat ook door Dusty Springfield opgenomen is. Am I the same girl bereikte in Nederland de 14e plaats.
In september 1994 verscheen het vierde album The Living Return, geproduceerd door Ray Hayden. De composities ontstonden nu in veel gevallen vanuit studio-jamsessies met de nieuwe bandleden. Bovendien leidden de bijdragen van de nieuwe bandleden ook tot meer succesvolle liveoptredens, met name in Japan, en zorgden hiermee voor de doorbraak aldaar. Het live opgenomen album Live at the Jazz Cafe, werd echter alleen uitgebracht in Japan. De single La-La (Means I Love You), eerder opgenomen door de Delfonics, maakte deel uit van de soundtrack van Four Weddings and a Funeral.

### Japans succes
Hoewel de eerste albums van de band hoog scoorden in Europa (en Amerika), verschoof de populariteit van de groep nu helemaal naar Japan. Producent Paul O'Duffy, mede verantwoordelijk voor hun eerste successen, werkte opnieuw mee. Shapes And Patterns was de eerste in een reeks albums die (aanvankelijk) alleen in Japan werd uitgebracht en met medewerking van lokale muzikanten was opgenomen. De single Now You're Not Here bereikte in Japan de 1e plaats. Daarna volgden in maart 1999 Filth and Dreams met vooral jazz-invloeden, en in mei 2001 Somewhere Deep in the Night dat in Frankrijk werd opgenomen. O'Duffy was weer de producent, co-auteur en nu ook een van de achtergrondzangers. Het album bevat een aantal instrumentale stukken met vocale delen zonder teksten en kende weinig commercieel succes.
In 2004 verscheen Where Our Love Grows, het achtste album en volgens sommigen het beste ooit van de band .

### Jubilea
Swing Out Sister bleef doorgaan met optreden, zij het in mindere mate. In 2010 vierde de band het vijfentwintigjarig jubileum en werden veel nummers in een nieuw arrangement gestoken. In november 2010 werd een live-dvd in Japan opgenomen.
De tournee van 2012 stond in het teken van vijfentwintig jaar It's Better To Travel.
In 2015 kwam er na elf jaar een nieuw album; Rushes. Voor de opvolger werd het slotnummer Just Like Sunshine opnieuw opgenomen als Happier Than Sunshine. Het album, Almost Persuaded, werd op 23 mei 2018 gepresenteerd in de Londense Hospital Club alvorens de band op tournee ging.

### Huidige situatie
Swing Out Sister gaf begin 2020 twee concerten en nam tijdens de lockdown een nieuwe versie op van de 33 jaar oude single Fooled by a Smile.

## Discografie

### Albums
- “It's Better To Travel” (1987)
- “Kaleidoscope World” (1989)
- “Get In Touch With Yourself” (1992)
- “Live at the Jazz Café” (1993)
- “The Living Return” (1994)
- “Shapes and Patterns” (1997)
- “Filth and Dreams” (1999) – alleen in Japan
- “Somewhere Deep in the Night” (2001)
- “Where Our Love Grows” (2004)
- “Live in Tokyo” (2005)
- “Beautiful Mess” (2008)
- “Les Etrangers” (2009)
- “Private View´ (2012)
- “Rushes” (2015)
- “Almost persuaded” (2018)

### Singles
| Single met eventuele hitnotering(en) in de Nederlandse Top 40 | Datum van verschijnen | Datum van binnenkomst | Hoogste positie | Aantal weken | Opmerkingen |
| ------------------------------------------------------------- | --------------------- | --------------------- | --------------- | ------------ | ----------- |
| Breakout                                                      | 1987                  | 03-01-1987            | 30              | 4            |             |
| Surrender                                                     | 1987                  | 21-02-1987            | 7               | 8            |             |
| Twilight World                                                | 1987                  | 09-05-1987            | -               | -            | tipparade   |
| You on My Mind                                                | 1989                  | 03-06-1989            | 18              | 5            |             |
| Am I the Same Girl                                            | 1992                  | 09-05-1992            | 14              | 7            |             |

| Single met hitnotering(en) in de Vlaamse Ultratop 50 | Datum van verschijnen | Datum van binnenkomst | Hoogste positie | Aantal weken | Opmerkingen |
| ---------------------------------------------------- | --------------------- | --------------------- | --------------- | ------------ | ----------- |
| Breakout                                             | 1987                  | 17-01-1987            | 17              | 5            |             |
| Surrender                                            | 1987                  | 28-02-1987            | 14              | 5            |             |
| You on My Mind                                       | 1989                  | 03-06-1989            | 26              | 9            |             |
| Am I the Same Girl                                   | 1992                  | 23-05-1992            | 18              | 9            |             |